# Adrian Jaoude
Adrian Jaoude (Beirute, 11 de outubro de 1981) é um lutador de luta livre profissional e ex-lutador de luta olímpica libanês-brasileiro. Foi um dos representantes do país nos Jogos Pan-Americanos de 2011, em Guadalajara, no México. Ele trabalhou para a WWE na marca Raw sob o nome de ringue Arturo Ruas.
Adrian é filho de pai libanês e o mesmo é nascido em Beirute. Se mudou para o Rio de Janeiro por conta dos conflitos da Guerra Civil libanesa. É faixa-preta em Jiu-Jitsu brasileiro, Aikido, Muay Thai, Luta-livre esportiva e mestre de capoeira. Serviu às forças armadas do Brasil na Marinha. 

## Carreira olímpica
Jaoude participou da competição de luta livre até 84 kg masculino nos Jogos Pan-Americanos de 2011, mas acabou perdendo a medalha de bronze para o canadense Jeffrey Adamson.

## Carreira na luta livre profissional

### WWE

#### NXT (2015–2020)
Adrian foi contratado pela WWE em 2015. Após um período de treinamentos no centro de desenvolvimento da empresa, Jaoude fez, em julho de 2016, a sua estreia em lutas durante um evento ao vivo da empresa. Seu primeiro combate na empresa foi uma luta de duplas, em que, junto de Niko Bogojevic, foi derrotado pela equipe de Gzim Selmani e Sunny Dhinsa. No mês seguinte, fez o seu primeiro combate singular, onde novamente foi derrotado, desta vez por Buddy Murphy. Sua primeira vitória ocorreu no dia 13 de agosto, em um evento ao vivo em Fort Pierce, em que derrotou Tino Sabatelli por pinfall. Sua primeira luta em uma gravação do NXT foi realizada em 2017, em uma Tag team match contra Angelo Dawkins e Montez Ford, que envolveu o também brasileiro Cezar "V8" Bononi. Entretanto, o combate não foi televisionado.

#### Raw Underground (2020  – presente)
No Raw de 10 de agosto de 2020, Ruas fez sua estréia no Raw Underground, um clube de luta underground organizado por Shane McMahon, onde derrotou Mikey Spandex por nocaute. Como parte do Draft de 2020, Ruas foi transferido para a marca Raw.